# 61e cérémonie des Tony Awards
La 61e cérémonie des Tony Awards a eu lieu le 10 juin 2007 au Radio City Music Hall de New York et a été retransmise en direct à la télévision sur CBS. La cérémonie récompensait les productions de Broadway en cours pendant la saison 2006-2007 et à l'affiche avant le 9 mai 2007.

## Cérémonie
La cérémonie n'était (comme l'année précédente) pas animée par un présentateur général, elle s'est déroulée au fil des interventions des différents présentateurs présents pour la remise des prix. Elle s'est déroulée dans le Radio City Music Hall (Salle utilisée depuis 1997). L'émission reçu un Emmy Award (Outstanding Special Class Program) en septembre 2007. Glenn Weiss, directeur de la cérémonie, reçu une nomination aux Directors Guild of America Awards la même année.

### Présentateurs
Lors de la soirée, plusieurs personnalités se sont relayées pour annoncer les noms des gagnants dont Jane Alexander, Christina Applegate, Zach Braff,
Harry Connick, Jr., Claire Danes, Jeff Daniels, Brian Dennehy, Taye Diggs, Harvey Fierstein, Carla Gugino, Marvin Hamlisch, Marcia Gay Harden, Neil Patrick Harris, Anne Heche, Marg Helgenberger, Christian Hoff, Felicity Huffman, Mark Indelicato, Eddie Izzard, John Kander, Jane Krakowski, Angela Lansbury, Robert Sean Leonard, John Mahoney, Audra McDonald, Idina Menzel, Bebe Neuwirth, Cynthia Nixon, Donny Osmond, Bernadette Peters, David Hyde Pierce, Christopher Plummer, Daniel Reichard, Anika Noni Rose, Liev Schreiber, Kevin Spacey, J. Robert Spencer, Tommy Tune, John Turturro, Usher, Ben Vereen, Vanessa L. Williams, Patrick Wilson, Rainn Wilson et John Lloyd Young.

### Prestations
La soirée a été inaugurée par une prestation de la troupe de A Chorus Line interprétant "I Hope I Get It", à l'extérieur du Radio City Music Hall accompagné de Marvin Hamlisch au piano. D'autres comédies musicales se sont succédé sur scène au cours de la soirée dont Audra McDonald et John Cullum pour 110 in the Shade, Christine Ebersole pour Grey Gardens, la troupe de L'Éveil du printemps avec un medley de "Mama Who Bore Me", "The Bitch of Living", et "Totally Fucked". En raison de la diffusion en direct de l'émission et des paroles explicites contenues dans ces deux dernières chansons, cette prestation fut censurée à la télévision.
La troupe de Curtains chanta "Show People", suivi d'un medley de la troupe de Mary Poppins composé de "Chim Chim Cher-ee", "Step in Time", et "Anything Can Happen". Paul Esparza représenta Company avec le titre "Being Alive".
Le gagnant d'American Idol, Fantasia Barrino repris une chanson de la comédie musicale The Color Purple en l'honneur de la victoire d'un prix de l'Alliance Theater d'Atlanta, GA, où le spectacle avait fait sa première.

## Palmarès
Les nommés ont été annoncés le 15 mai 2007,.
| Meilleure pièce | Meilleure comédie musicale |
| --- | --- |
| - The Coast of Utopia – Tom Stoppard - Frost/Nixon – Peter Morgan - The Little Dog Laughed – Douglas Carter Beane - Radio Golf – August Wilson | - L'Éveil du printemps - Curtains - Grey Gardens - Mary Poppins |
| Meilleure reprise d'une pièce | Meilleure reprise d'une comédie musicale |
| - Journey's End - Procès de singe - Talk Radio - Translations | - Company - The Apple Tree - A Chorus Line - 110 in the Shade |
| Meilleur acteur dans une pièce | Meilleure actrice dans une pièce |
| - Frank Langella – Frost/Nixon dans le rôle de Richard Nixon - Boyd Gaines – Journey's End dans le rôle du Lieut. Osborne - Brían F. O'Byrne – The Coast of Utopia dans le rôle de Alexander Herzen - Christopher Plummer – Procès de singe dans le rôle d'Henry Drummond - Liev Schreiber – Talk Radio dans le rôle de Barry Champlain                      | - Julie White – The Little Dog Laughed dans le rôle de Diane - Eve Best – A Moon for the Misbegotten dans le rôle de Josie Hogan - Swoosie Kurtz – Heartbreak House dans le rôle d'Hesione Hushabye - Angela Lansbury – Deuce dans le rôle de Leona Mullen - Vanessa Redgrave – The Year of Magical Thinking dans le rôle de Joan Didion |
| Meilleur acteur dans une comédie musicale | Meilleure actrice dans une comédie musicale |
| - David Hyde Pierce – Curtains dans le rôle du Lieut. Frank Cioffi - Michael Cerveris – LoveMusik dans le rôle de Kurt Weill - Raúl Esparza – Company dans le rôle de Robert - Jonathan Groff – L'Éveil du printemps dans le rôle de Melchior - Gavin Lee – Mary Poppins dans le rôle de Bert                                                                | - Christine Ebersole – Grey Gardens dans le rôle de Little Edie' Beale - Laura Bell Bundy – Legally Blonde dans le rôle d'Elle Woods - Audra McDonald – 110 in the Shade dans le rôle de Lizzie Curry - Debra Monk – Curtains dans le rôle de Carmen Bernstein - Donna Murphy – LoveMusik dans le rôle de Lotte Lenya                    |
| Meilleur acteur de second rôle dans une pièce | Meilleure actrice de second rôle dans une pièce |
| - Billy Crudup – The Coast of Utopia dans le rôle de Vissarion Belinsky - Anthony Chisholm – Radio Golf dans le rôle d'Elder Joseph Barlow - Ethan Hawke – The Coast of Utopia dans le rôle de Michael Bakunin - John Earl Jelks – Radio Golf dans le rôle de Sterling Johnson - Stark Sands – Journey's End dans le rôle du Lieut. Raleigh                  | - Jennifer Ehle – The Coast of Utopia dans le rôle de plusieurs personnages - Xanthe Elbrick – Coram Boy dans le rôle d'Alexander/Aaron - Dana Ivey – Butley dans le rôle d'Edna Shaft - Jan Maxwell – Coram Boy dans le rôle de Mrs. Lynch - Martha Plimpton – The Coast of Utopia dans le rôle de Varenka/Natasha Tuchkov              |
| Meilleur acteur de second rôle dans une comédie musicale | Meilleure actrice de second rôle dans une comédie musicale |
| - John Gallagher, Jr. – L'Éveil du printemps dans le rôle de Moritz Stiefel - Brooks Ashmanskas – Martin Short: Fame Becomes Me dans le rôle de plusieurs personnages - Christian Borle – Legally Blonde dans le rôle de Emmett Forrest - John Cullum – 110 in the Shade dans le rôle de H.C. Curry - David Pittu – LoveMusik dans le rôle de Bertolt Brecht | - Mary Louise Wilson – Grey Gardens dans le rôle de 'Big Edie' Beale - Charlotte d'Amboise – A Chorus Line dans le rôle de Cassie Ferguson - Rebecca Luker – Mary Poppins dans le rôle de Winifred Banks - Orfeh – Legally Blonde dans le rôle de Paulette Bonafonté - Karen Ziemba – Curtains dans le rôle de Georgia Hendricks         |
| Meilleur livret de comédie musicale | Meilleure partition originale |
| - Steven Sater – L'Éveil du printemps - Rupert Holmes et Peter Stone – Curtains - Doug Wright – Grey Gardens - Heather Hach – Legally Blonde | - L'Éveil du printemps – Duncan Sheik (musique) et Steven Sater (paroles) - Curtains – John Kander (musique) et Fred Ebb, Kander et Rupert Holmes (paroles) - Grey Gardens – Scott Frankel (musique) et Michael Korie (paroles) - Legally Blonde – Laurence O'Keefe et Nell Benjamin (musique et paroles)                                |
| Meilleurs décors pour une pièce | Meilleurs décors pour une comédie musicale |
| - Bob Crowley et Scott Pask – The Coast of Utopia - Jonathan Fensom – Journey's End - David Gallo – Radio Golf - Ti Green et Melly Still – Coram Boy | - Bob Crowley – Mary Poppins - Christine Jones – L'Éveil du printemps - Anna Louizos – High Fidelity - Allen Moyer – Grey Gardens |
| Meilleurs costumes pour une pièce | Meilleurs costumes pour une comédie musicale |
| - Catherine Zuber – The Coast of Utopia - Ti Green et Melly Still – Coram Boy - Jane Greenwood – Heartbreak House - Santo Loquasto – Procès de singe | - William Ivey Long – Grey Gardens - Gregg Barnes – Legally Blonde - Bob Crowley – Mary Poppins - Susan Hilferty – L'Éveil du printemps |
| Meilleures lumières pour une pièce | Meilleures lumières pour une comédie musicale |
| - Brian MacDevitt, Kenneth Posner, et Natasha Katz – The Coast of Utopia - Paule Constable – Coram Boy - Brian MacDevitt – Procès de singe - Jason Taylor – Journey's End | - Kevin Adams – L'Éveil du printemps - Christopher Akerlind – 110 in the Shade - Howard Harrison – Mary Poppins - Peter Kaczorowski – Grey Gardens |
| Meilleure mise en scène pour une pièce | Meilleure mise en scène pour une comédie musicale |
| - Jack O'Brien – The Coast of Utopia - Michael Grandage – Frost/Nixon - David Grindley – Journey's End - Melly Still – Coram Boy | - Michael Mayer – L'Éveil du printemps - John Doyle – Company - Scott Ellis – Curtains - Michael Greif – Grey Gardens |
| Meilleure chorégraphie | Meilleure orchestration |
| - Bill T. Jones – L'Éveil du printemps - Rob Ashford – Curtains - Matthew Bourne et Stephen Mear – Mary Poppins - Jerry Mitchell – Legally Blonde | - Duncan Sheik – L'Éveil du printemps - Bruce Coughlin – Grey Gardens - Jonathan Tunick – LoveMusik - Jonathan Tunick – 110 in the Shade |

## Récompenses et nominations multiples

### Nominations multiples
- 11: L'Éveil du printemps
- 10: Grey Gardens et The Coast of Utopia
- 8: Curtains
- 7: Legally Blonde et Mary Poppins
- 6: Coram Boy et Journey's End
- 5: 110 in the Shade
- 4: Radio Golf, [[]]LoveMusik et Procès de singe
- 3: Frost/Nixon et Company
- 2: The Little Dog Laughed, Talk Radio, A Chorus Line et Heartbreak House

### Récompenses multiples
- 8: L'Éveil du printemps
- 7: The Coast of Utopia
- 3: Grey Gardens

## Autres récompenses
Le prix du meilleur évènement spécial théâtral a été décerné à Jay Johnson: The Two and Only! et Kiki & Herb Alive on Broadway. Le Regional Theatre Tony Award a été décerné à l'Alliance Theatre Company.